# Eupithecia addictata
Eupitecia addictata es una especie de polilla de la familia Geometridae. La especie fue descrita por primera vez por Louis Beethoven Prout en 1936 con distribución en Eurasia.

## Distribución
Se encuentra en el noreste de Italia, a través de Austria, el norte de Hungría y el sur de Eslovaquia hasta Ucrania, Rusia y Japón. También se encuentra en el sur de la península de los Balcanes (incluidas Macedonia del Norte, Grecia y probablemente también Bulgaria).

## Descripción
La polilla es de 9 a 10 milímetros (0,4 a 0,4 plg) de largo con una envergadura de aproximadamente 18 milímetros (0,7 plg). Los adultos vuelan desde mediados de junio hasta principios de agosto.
Las larvas se alimentan de especies de Thalictrum, incluidas Thalictrum minus y Thalictrum foetidum. La especie pasa el invierno en estado de pupa.